# Dave Ulrich
 (juin 2016).
Dave Ulrich, né en 1953, est le cofondateur de RBL, un cabinet américain de conseil en gestion des ressources humaines et en leadership.
Il est l'auteur de quatre livres sur les ressources humaines — pour lui facteur clé de compétitivité — ainsi que de neuf sur le leadership. 
Un seul de ses livres est actuellement disponible en français : " RH : création de valeur pour l'entreprise " , Dave Ulrich, Wayne Brockbank, Éd.  De Boeck (17/11/2010)..
Dans son ouvrage le plus célèbre "Human Resource Champions. The Next Agenda for Adding Value and Delivering Results" (1997), il identifie quatre missions principales pour les ressources humaines au sein d'une entreprise : 
- Être le partenaire de la stratégie de l'entreprise au quotidien
- Gérer et accompagner le changement (grâce aux politiques de formation, de développement des compétences)
- Administrer le quotidien (payer, administrer, répondre aux obligations légales ...)
- Être le "coach" des collaborateurs.